# Lijst van Nederlandse marineschepen in de Tweede Wereldoorlog
De lijst van Nederlandse marineschepen in de Tweede Wereldoorlog bevat namen van marineschepen die tijdens de Tweede Wereldoorlog in dienst waren bij de Nederlandse marine.

## A
- Hr.Ms. A (1930)
- Hr.Ms. Abraham Crijnssen (1937)

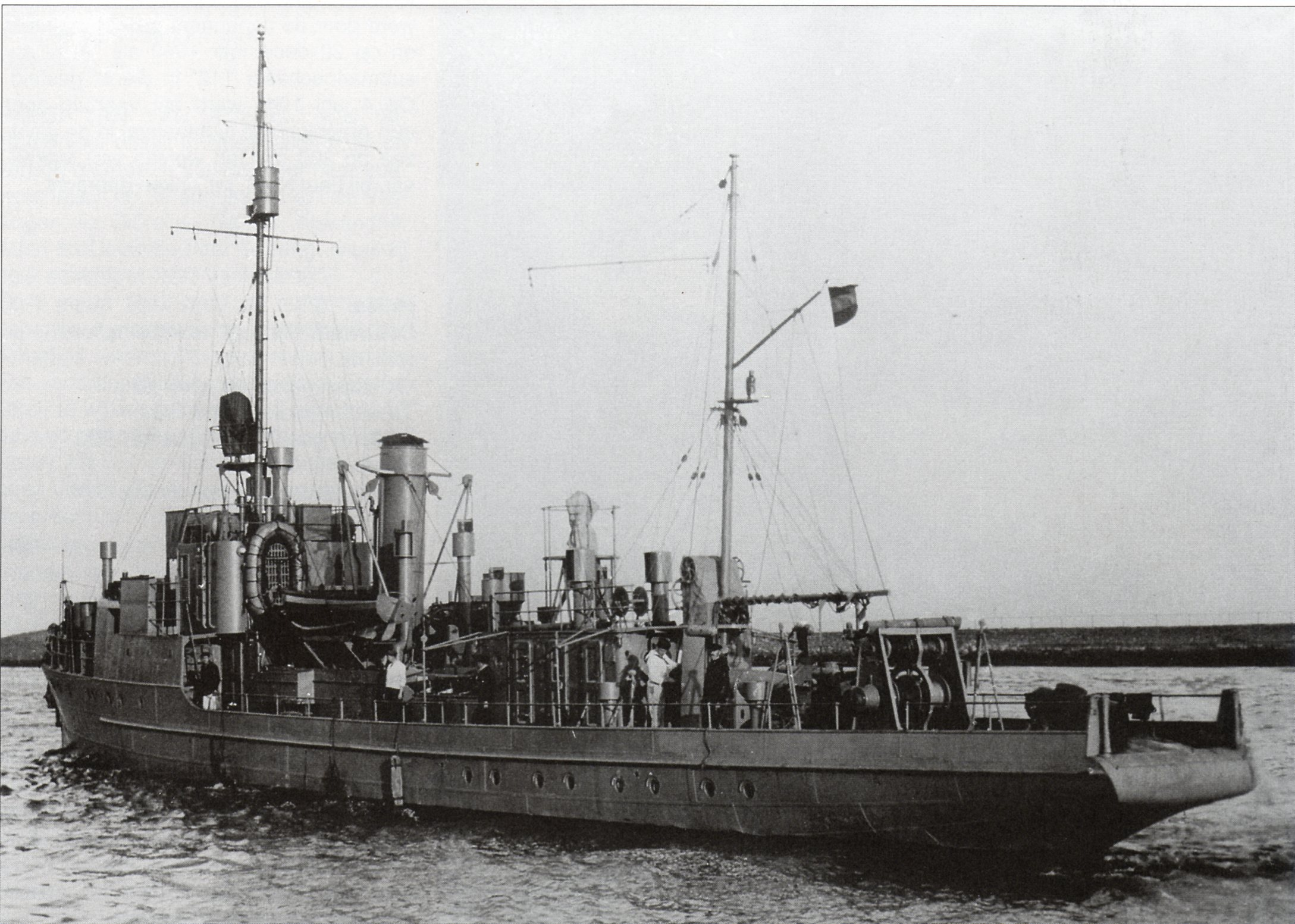
Hr.Ms. A

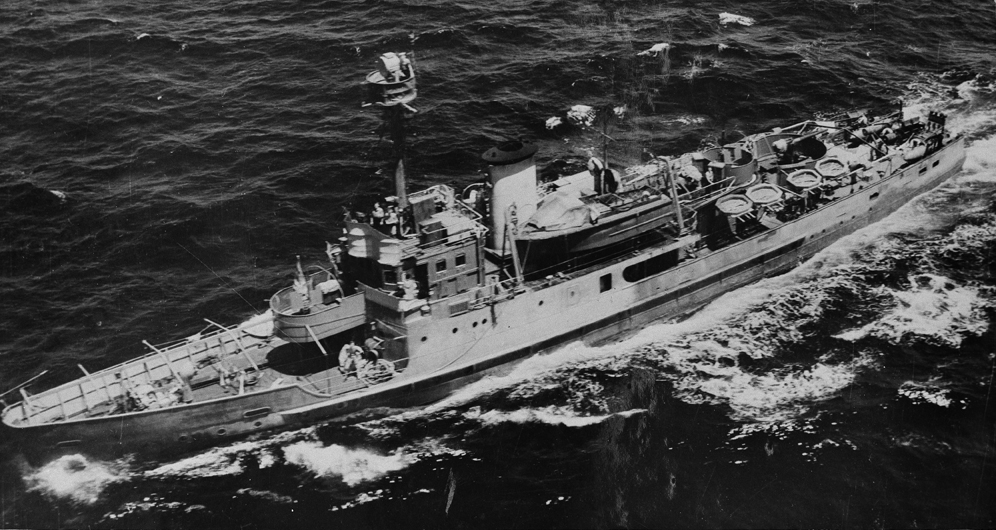
Hr.Ms. Abraham Crijssen in Australische dienst

- Hr.Ms. Abraham van der Hulst (1937)
- Hr.Ms. Alkmaar (1939)
- Hr.Ms. Alma (1940)
- Hr.Ms. Alor (1938)
- Hr.Ms. Ameland (1942)
- Hr.Ms. Andijk (1939)
- Hr.Ms. Aneta (1916)
- Hr.Ms. Antje (1940)
- Hr.Ms. Ardjoeno (1940)
- Hr.Ms. Arend (1942)
- Hr.Ms. Aroe (1940)
- Hr.Ms. Azimuth (1939)

## B

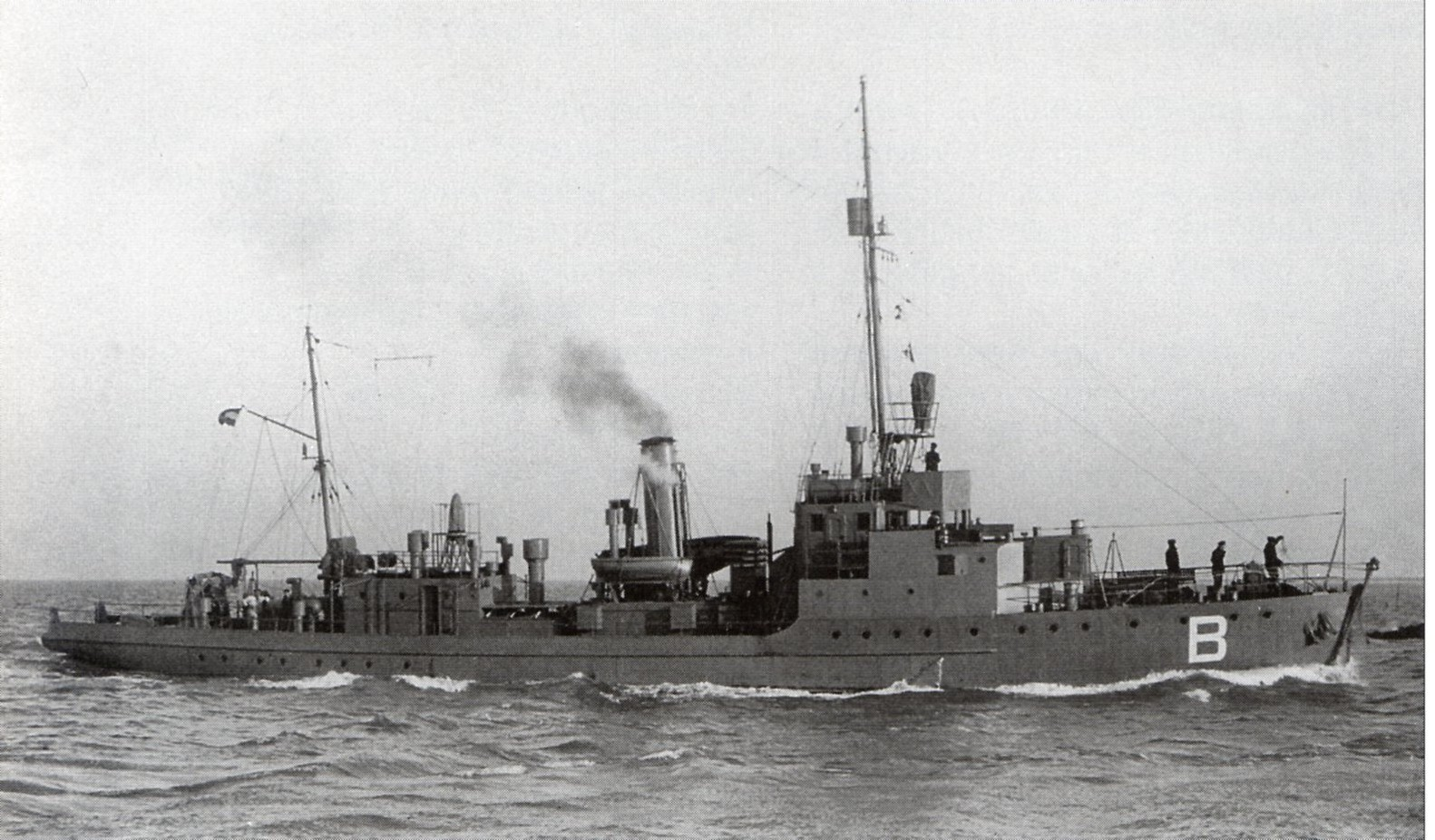
Hr.Ms. B tijdens een proefvaart

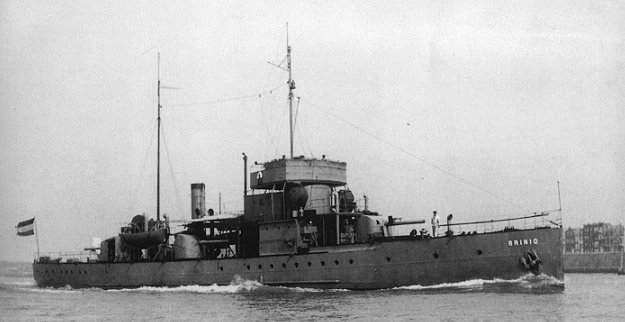
Hr.Ms. Brinio in de jaren 30

- Hr.Ms. B (1930)
- Hr.Ms. Balder (1879)
- Hr.Ms. Banckert (1930)
- Hr.Ms. Bangkalan (1942)
- Hr.Ms. Bantam (1938)
- Hr.Ms. Batavier II (1940)
- Hr.Ms. Bergen (1940)
- Hr.Ms. Beveland (1943)
- Hr.Ms. Bloemendaal (1939)
- Hr.Ms. Bogor (1940)
- Hr.Ms. Bouclier (1940)
- Hr.Ms. Braga (1879)
- Hr.Ms. Brinio (1914)
- Hr.Ms. Buffel (1868)
- Hr.Ms. Bruinvisch (1941)
- Hr.Ms. Buizerd (1943)
- Hr.Ms. Bulgia (1894)

## C

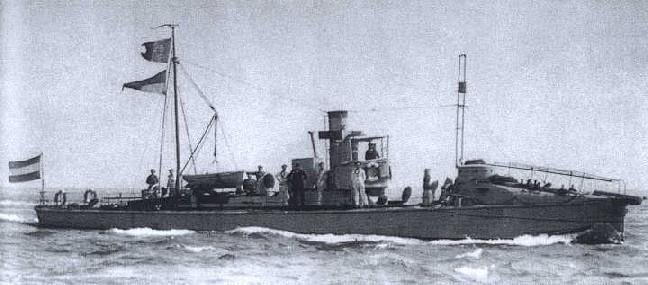
Hr.Ms. Christiaan Cornelis

- Hr.Ms. C (1930)
- Hr.Ms. Campbeltown (1919)
- Hr.Ms. Caroline (1940)
- Hr.Ms. Ceram (1940)
- Hr.Ms. Cheribon (1940)
- Hr.Ms. Christiaan Cornelis (1905)
- Hr.Ms. Ciska (1938)
- Hr.Ms. Claesje (1940)
- Hr.Ms. Colombia (1941)
- Hr.Ms. Cornelis Drebbel (1915)

## D

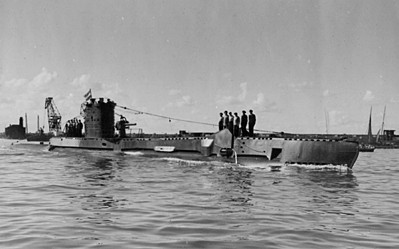
Hr.Ms. Dolfijn

- Hr.Ms. D (1930)
- Hr.Ms. De Ruyter (1936)
- Hr.Ms. De Zeven Provinciën (1910)
- Hr.Ms. Deneb (1939)
- Hr.Ms. Digoel (1941)
- Hr.Ms. Dirkje (1940)
- Hr.Ms. Djampea (1941)
- Hr.Ms. Djember (1941)
- Hr.Ms. Djombang (1941)
- Hr.Ms. Dolfijn (1941)
- Dolfijn (onderzeeboot uit 1942)
- Hr.Ms. Douwe Aukes (1922)
- Hr.Ms. Duiveland (1944)

## E

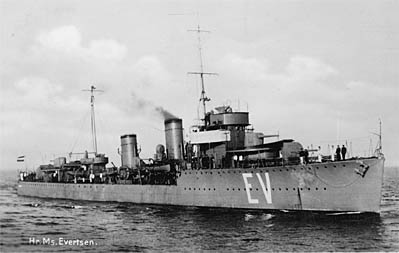
Hr.Ms. Evertsen op open Zee

- Hr.Ms. Eilerts de Haan (1921)
- Hr.Ms. Eland Dubois (1937)
- Hr.Ms. En Avant (1939)
- Hr.Ms. Endeh (1941)
- Hr.Ms. Enern (1940)
- Hr.Ms. Enggano (1941)
- Hr.Ms. Eveline (1940)
- Hr.Ms. Evertsen (1929)
- Hr.Ms. Ewald (1939)

## F

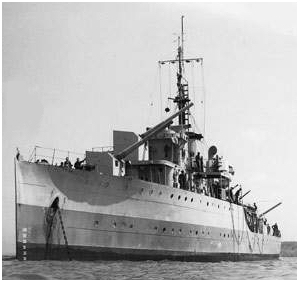
Hr.Ms. Flores

- Hr.Ms. Femern (1940)
- Hr.Ms. Flores (1926)
- Hr.Ms. Freyr (1877)
- Hr.Ms. Friso (1915)
- Hr.Ms. Friso (1940)

## G

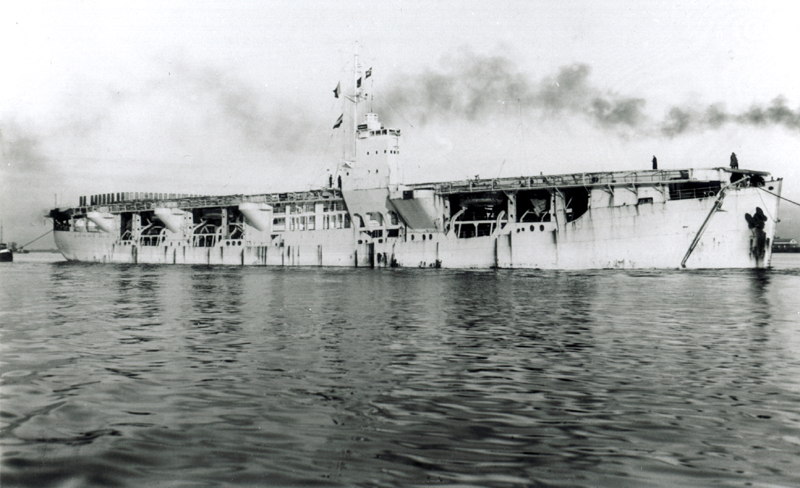
De Gadila als koopvaardijschip toch in gebruik als vliegkampschip

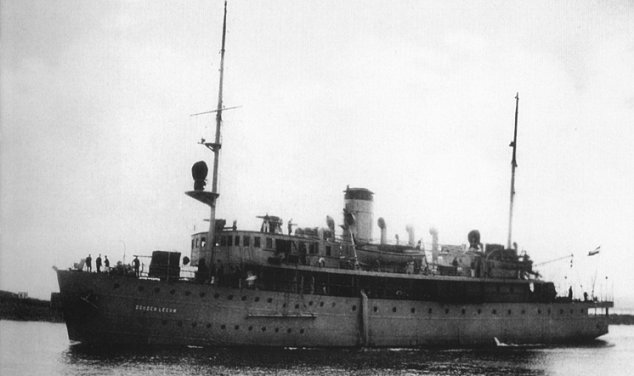
Hr.Ms. Gouden Leeuw in 1932

- Hr.Ms. G 13 (1914)
- Hr.Ms. G 15 (1914)
- Hr.Ms. G 16 (1914)
- Gadila (schip, 1935)
- Hr.Ms. Gedeh (1937)
- Hr.Ms. Gelderland (1900)
- Hr.Ms. Gerberdina Johanna (1940)
- Hr.Ms. Gier (1943)
- Hr.Ms. Goeree (1944)
- Hr.Ms. Gouden Leeuw (1932)
- Hr.Ms. Gruno (1915)

## H

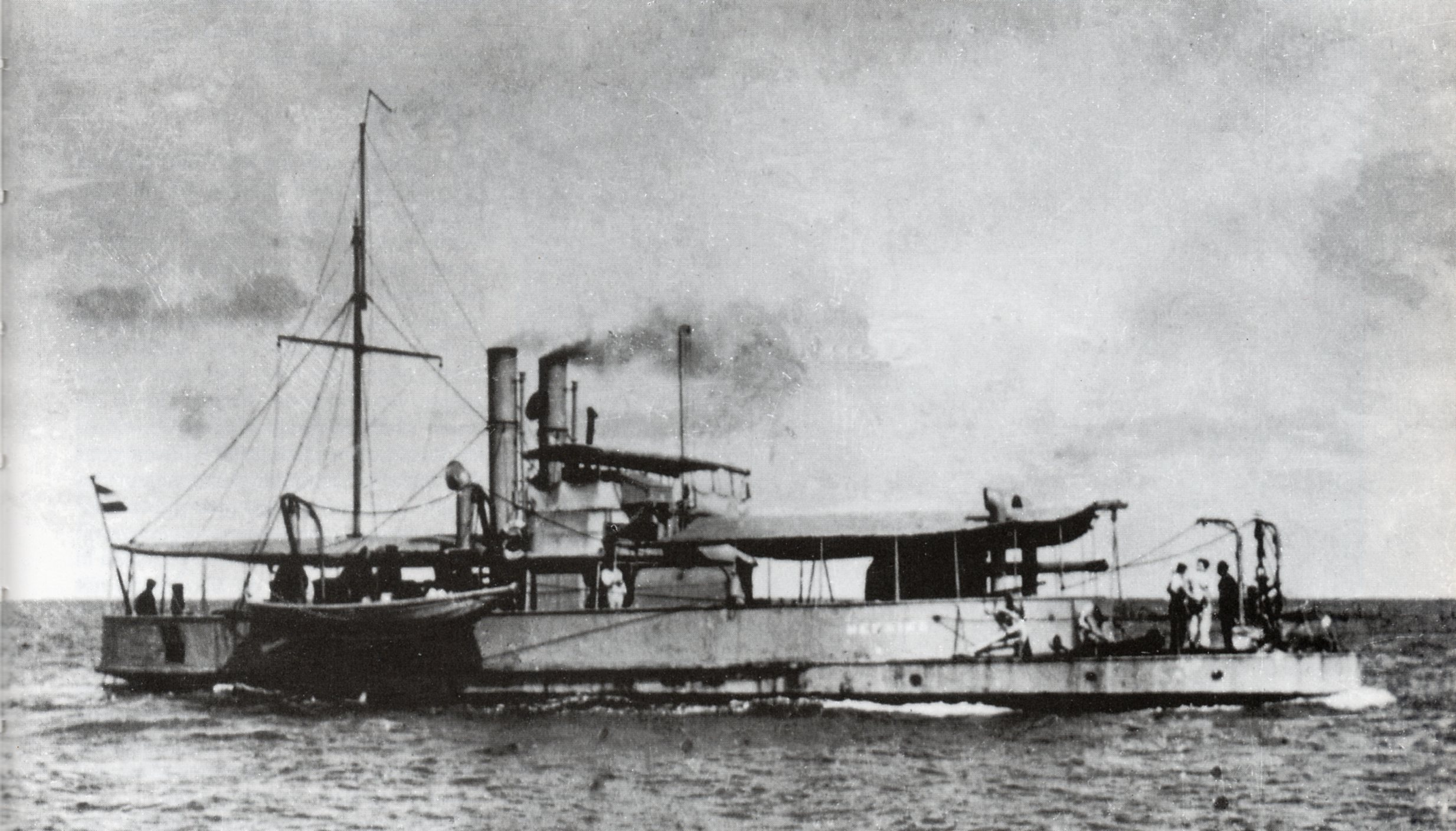
Hr.Ms. Hefring

- Hr.Ms. Hadda (1880)
- Hr.Ms. Havik (1943)
- Hr.Ms. Hefring (1880)
- Hr.Ms. Hendrik Karssen (1939)
- Hr.Ms. Hercules (1940)
- Hr.Ms. Hertog Hendrik (1902)
- Hr.Ms. Hollandia (1939)
- Hr.Ms. Hydra (1912)
- Hr.Ms. Hydrograaf (1910)

## I

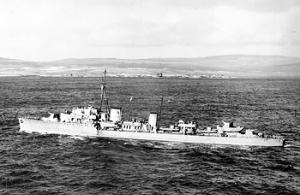
Hr.Ms. Isaac Sweers

- Hr.Ms. IJsselmonde (1943)
- Hr.Ms. Isaac Sweers (1941)
- Hr.Ms. Isabel (1941)

## J

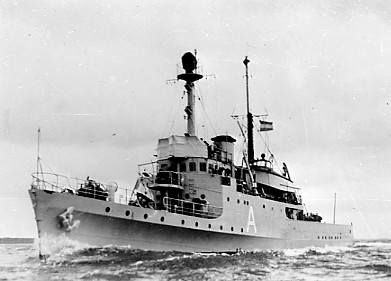
Hr.Ms. Jan van Amstel

- Hr.Ms. Jacob van Heemskerck (1908)
- Hr.Ms. Jacob van Heemskerck (1940)
- Hr.Ms. Jan van Amstel (1937)
- Hr.Ms. Jan van Brakel (1936)
- Hr.Ms. Jan van Gelder (1937)
- Hr.Ms. Jaqueline Clasine (1940)
- Hr.Ms. Java (1925)
- Hr.Ms. Jean Frederic (1919)
- Hr.Ms. Johan Maurits van Nassau (1933)
- Hr.Ms. Johan Maurits van Nassau (1943)

## K
- Hr.Ms. K VII
- Hr.Ms. K VIII
- Hr.Ms. K IX
- Hr.Ms. K X
- Hr.Ms. K XI
- Hr.Ms. K XII
- Hr.Ms. K XIII
- Hr.Ms. K XIV
- Hr.Ms. K XV
- Hr.Ms. K XVI
- Hr.Ms. K XVII
- Hr.Ms. K XVIII
- Hr.Ms. Kawi (1937)
- Hr.Ms. Kemphaan (1943)

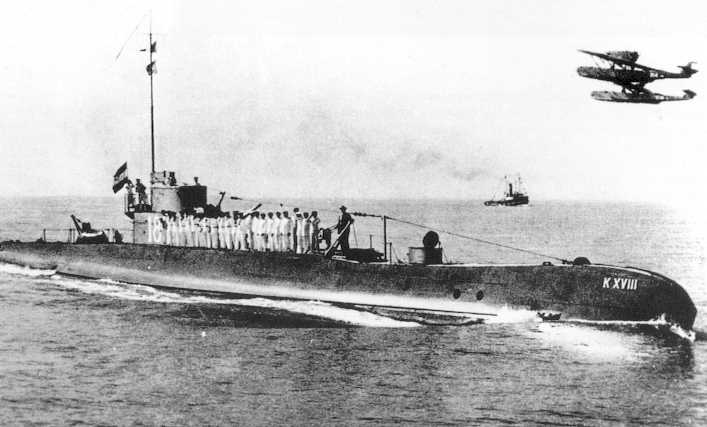
Hr.Ms. K XVIII in Soerabaja
(11 juli 1935)

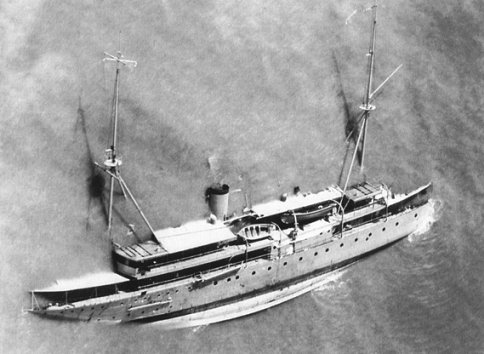
Hr.Ms. Krakatau kapseisde op
11 oktober 1933

- Zr.Ms. Koning der Nederlanden (1877)
- Hr.Ms. Koningin Emma der Nederlanden (1880)
- Hr.Ms. Kortenaer (1928)
- Hr.Ms. Krakatau (1924)

## L
- Hr.Ms. Laman de Vries
- Hr.Ms. Lawoe
- Hr.Ms. Limburgia (1940)
- Hr.Ms. Libra
- Hr.Ms. Luctor et Emergo

## M
- Hr.Ms. M 1 (1918)
- Hr.Ms. M 2
- Hr.Ms. M 3
- Hr.Ms. M 4
- Hr.Ms. MTB 418 (1943)
- Hr.Ms. MTB 432 (1944)
- Hr.Ms. MTB 433 (1942)
- Hr.Ms. MTB 436 (1944)
- Hr.Ms. MTB 437 (1944)

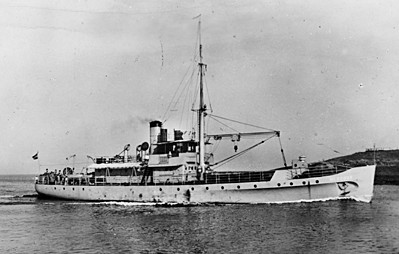
Hr.Ms. Mercuur

- Macoma (schip, 1936) Een koopvaardijschip toch in gebruik als vliegkampschip
- Hr.Ms. Maria Elizabeth (1941)
- Hr.Ms. Maria R. Ommering (1939)
- Hr.Ms. Maria van Hattum (1940)
- Hr.Ms. Marken (1943)
- Hr.Ms. Marken (1944)
- Hr.Ms. Mecklenburg (1940)
- Hr.Ms. Medusa (1911)
- Merapi
- Hr.Ms. Merbaboe (1941)
- Hr.Ms. Mercuur (1939)
- Hr.Ms. Mico (1941)

## N
- Hr.Ms. Nautilus (1930)
- Hr.Ms. Noordvaarder (1939)
- Hr.Ms. Noordbrabant (1900)

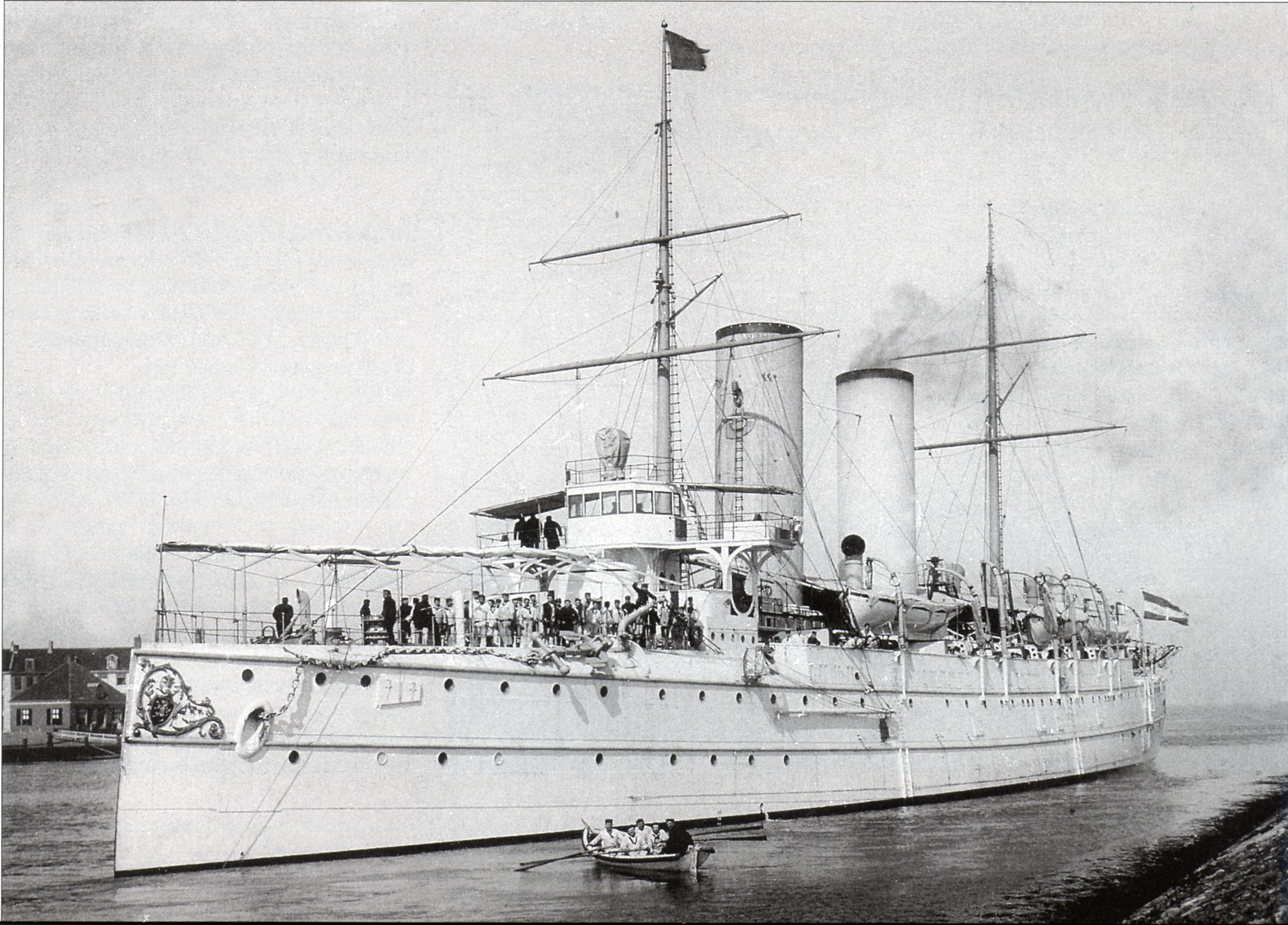
Hr.Ms. Noordbrabant als logementsschip

- Hr.Ms. Notre Dame de France (1940)

## O

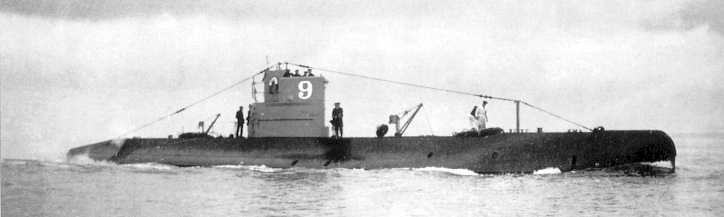
Hr.Ms. O 9

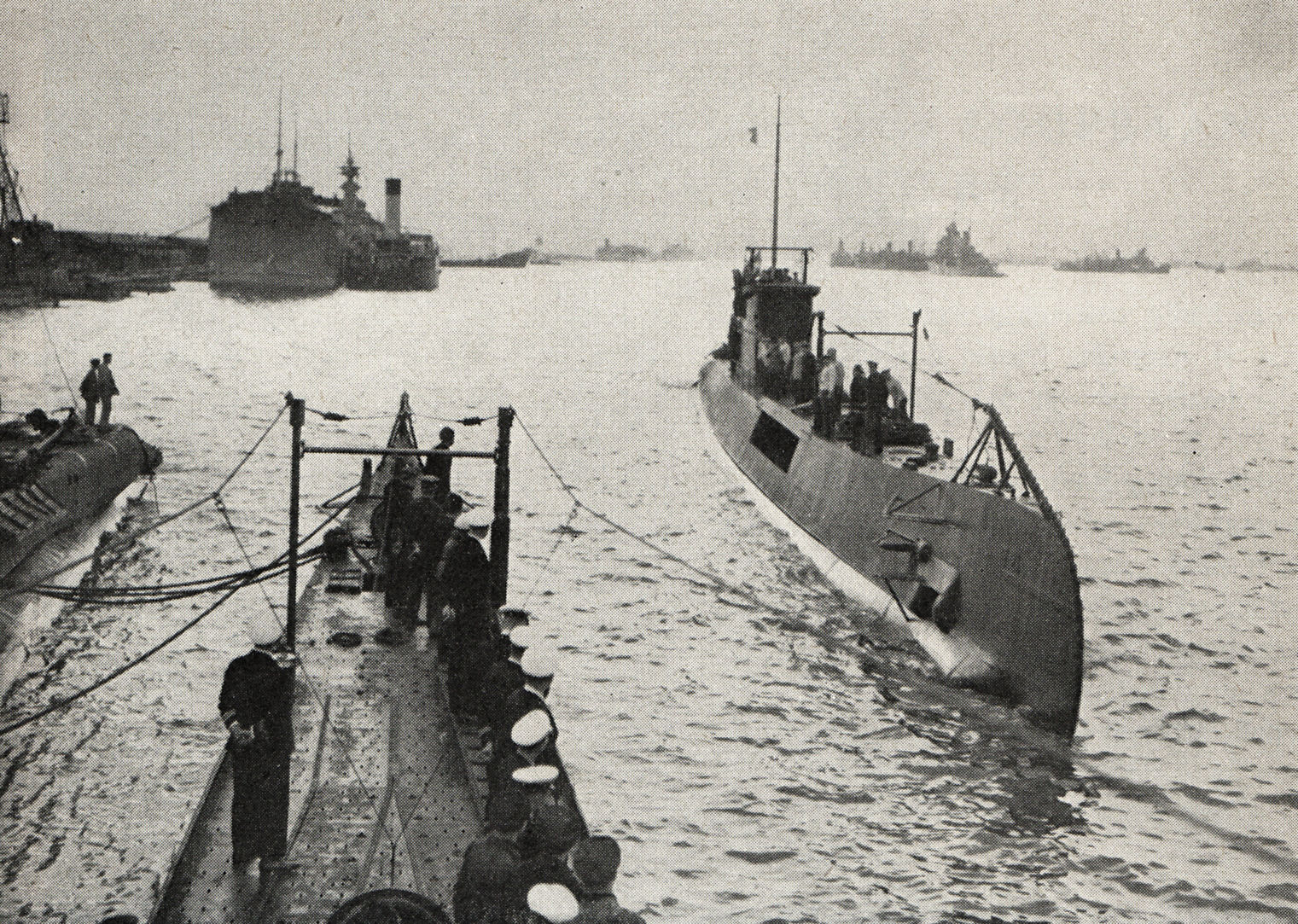
Hr.Ms. O 21 vaart de haven van Gribalter binnen na een succesvolle missie

- Hr.Ms. O 8
- Hr.Ms. O 9
- Hr.Ms. O 10
- Hr.Ms. O 11
- Hr.Ms. O 12
- Hr.Ms. O 13
- Hr.Ms. O 14
- Hr.Ms. O 15
- Hr.Ms. O 16
- Hr.Ms. O 19
- Hr.Ms. O 20
- Hr.Ms. O 21
- Hr.Ms. O 22
- Hr.Ms. O 23
- Hr.Ms. O 24
- Hr.Ms. OJR 1
- Hr.Ms. OJR 2
- Hr.Ms. OJR 3
- Hr.Ms. OJR 4
- Hr.Ms. OJR 5
- Hr.Ms. OJR 6
- Hr.Ms. OJR 7
- Hr.Ms. OJR 8
- Hr.Ms. Op ten Noort
- Hr.Ms. Oranje Nassau
- Hr.Ms. Overflakkee

## P

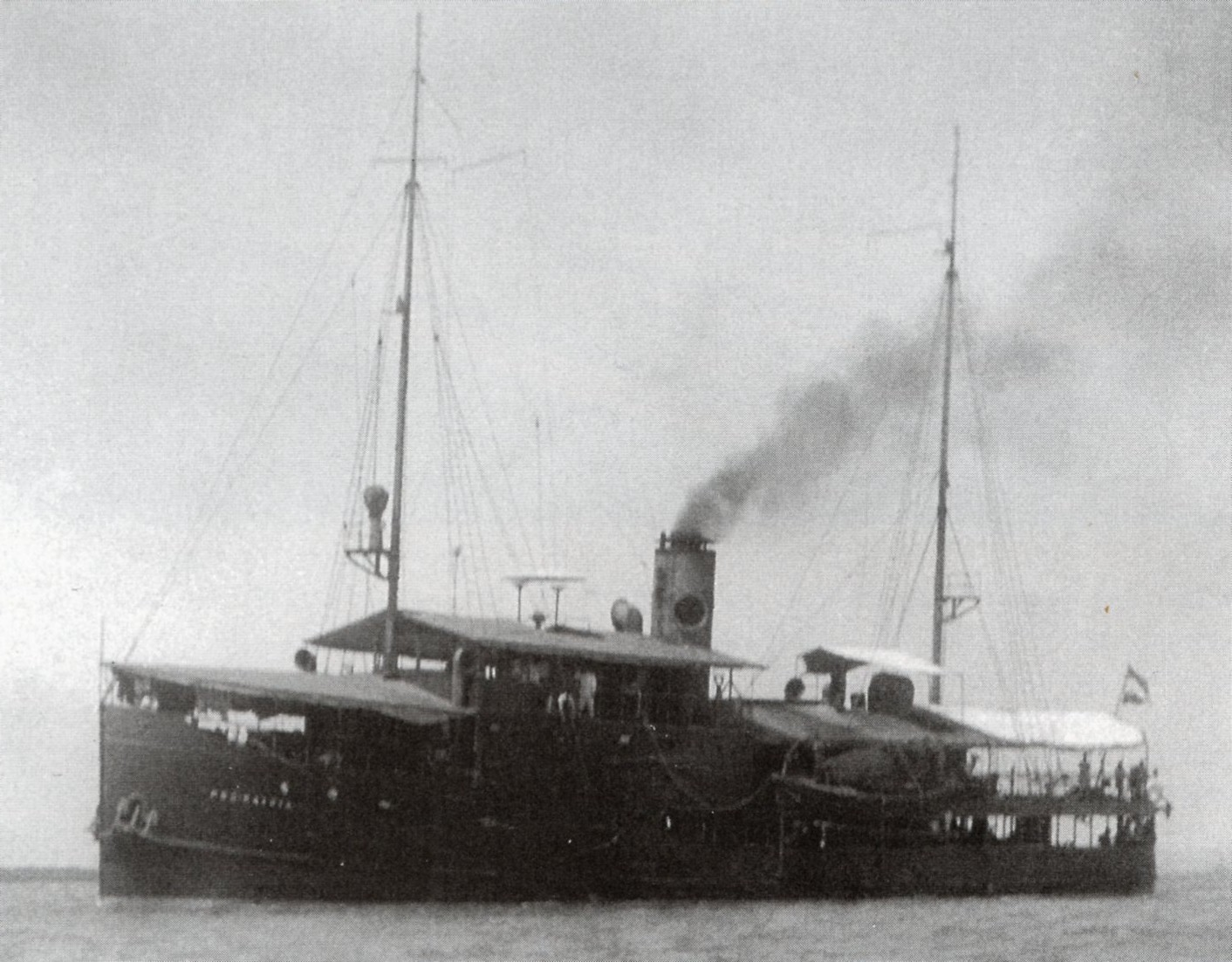
Hr.Ms. Pro Patria

- Hr.Ms. Piet Hein (1929)
- Hr.Ms. Pieter Florisz (1937)
- Hr.Ms. Pieter de Bitter (1937)
- Hr.Ms. Plancius
- Hr.Ms. Prins van Oranje
- Hr.Ms. Prins Willem I
- Hr.Ms. Pro Patria
- Hr.Ms. Putten

## Q
- Hr.Ms. Queen Wilhelmina (1942)

## R
- Ram
- Regulus
- Hr.Ms. Rigel (1931)
- Hr.Ms. Rindjani (1941)
- Hr.Ms. Rotterdam (1939)
- Hr.Ms. Rozenburg (1943)

## S

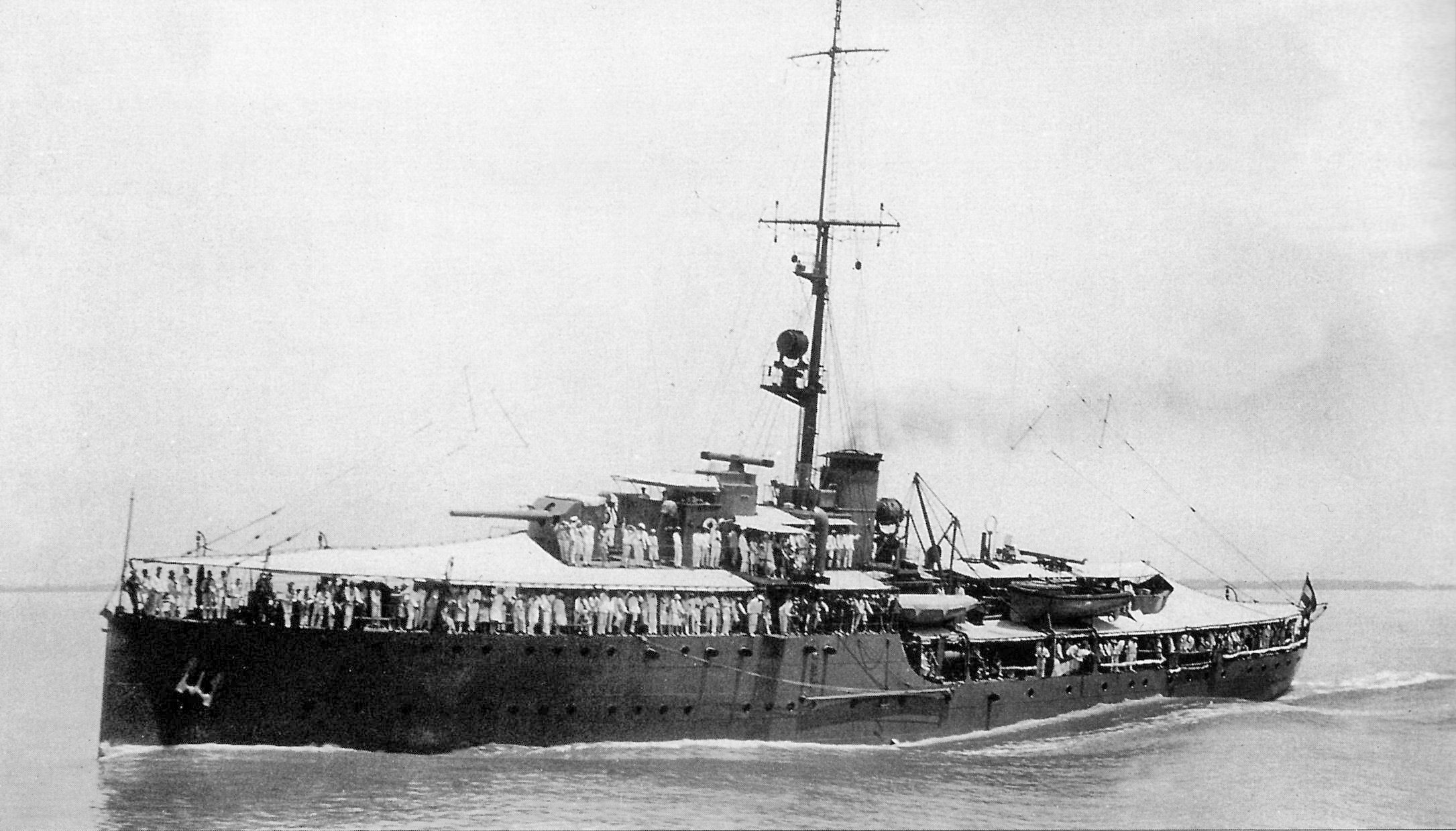
Hr.Ms. Soemba in 1930

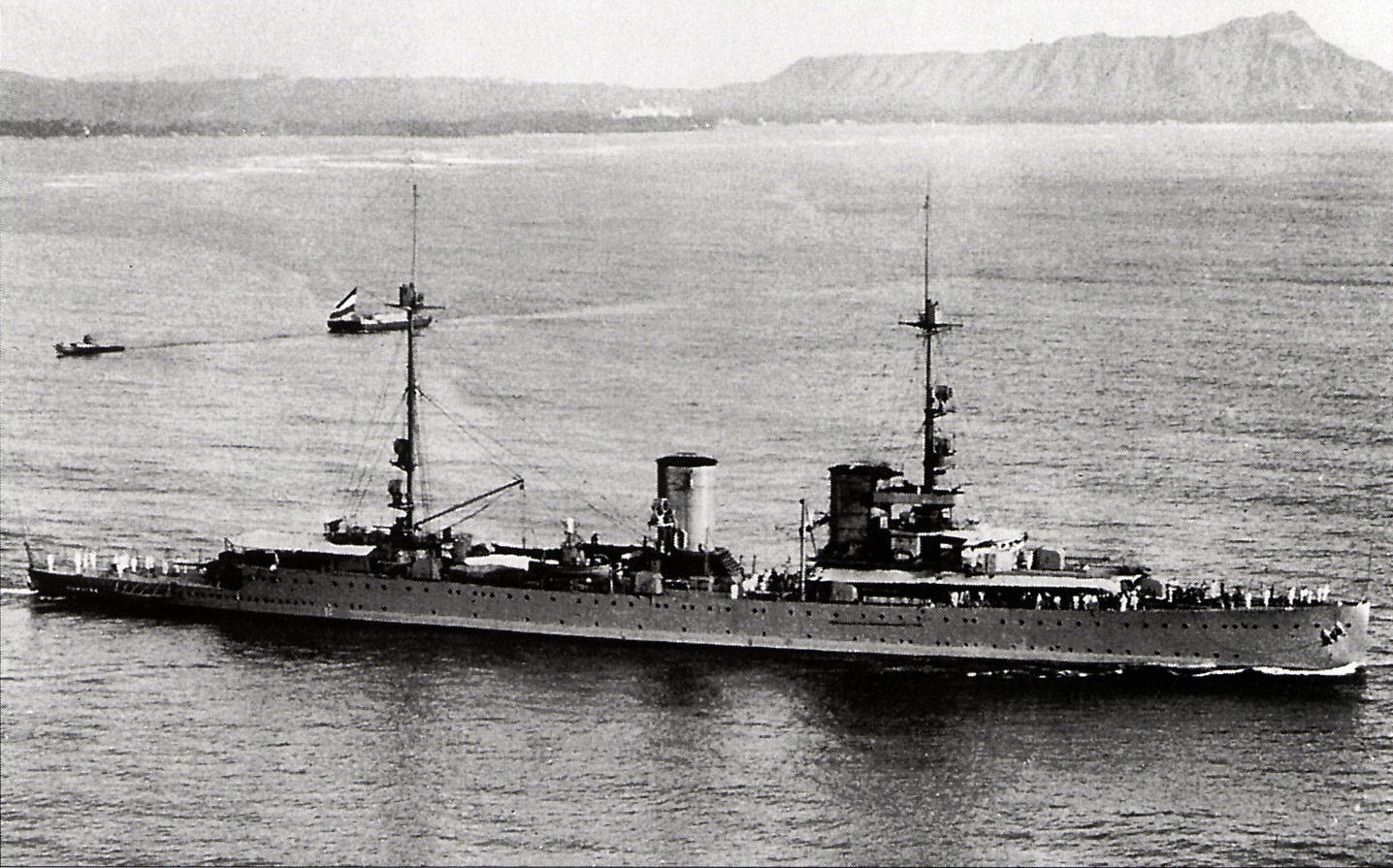
Hr.Ms. Sumatra nadert Pearl Harbour in 1927

- Hr.Ms. S 1
- Hr.Ms. S 2
- Hr.Ms. S 3
- Hr.Ms. S 4
- Hr.Ms. S 5
- Hr.Ms. S 6
- Hr.Ms. Salak
- Hr.Ms. Schokland
- Zr.Ms. Schorpioen (1868)
- Hr.Ms. Schouwen
- Hr.Ms. Schouten
- Hr.Ms. Slamat
- Hr.Ms. Smeroe
- Soemba (schip uit 1925)
- Hr.Ms. Soemenep
- Hr.Ms. Sperwer (1942)
- Zr.Ms. Van Speijk (1887)
- Hr.Ms. Stormvogel (1943)
- Hr.Ms. Stuyvesant
- Hr.Ms. Sumatra (1926)

## T
- Hr.Ms. TM 51 (1939)
- Hr.Ms. Terschelling (1942)
- Hr.Ms. Terschelling (1943)
- Hr.Ms. Texel (1940)
- Hr.Ms. Texel (1942)
- Hr.Ms. Tholen (1943)
- Hr.Ms. Thor (1877)
- Hr.Ms. Tijgerhaai (1945)
- Hr.Ms. Tjerk Hiddes (1942)
- Hr.Ms. Tjerimai
- Hr.Ms. Tjibadak (1942)
- Hr.Ms. Toern (1940)
- Hr.Ms. Tromp (1938)
- Hr.Ms. Tydeman (1939)
- Hr.Ms. Tyr (1879)

## V

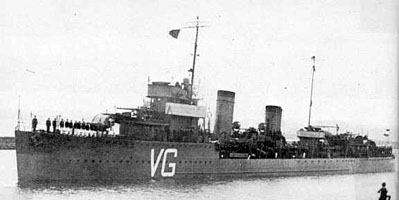
Hr.Ms. Van Galen

- Hr.Ms. Valk (1930)
- Hr.Ms. Valk (1942)
- Hr.Ms. Van Galen (1929)
- Hr.Ms. Van Galen (1942)
- Hr.Ms. Van Ghent (1929)
- Hr.Ms. Van Kinsbergen (1939)
- Hr.Ms. Van Nes (1931)
- Hr.Ms. Van Meerlant (1922)
- Hr.Ms. Vidar (1879)
- Hr.Ms. Vikingbank (1940)
- Hr.Ms. Vlieland (1942)
- Hr.Ms. Volharding (1939)
- Hr.Ms. Voorne (1943)
- Hr.Ms. Voorwaarts (1915)

## W

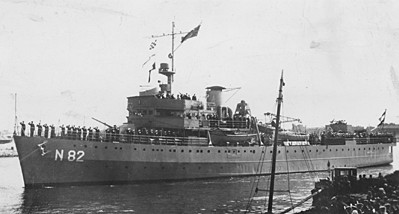
Hr.Ms. Willem van der Zaan

- Hr.Ms. Walcheren (1943)
- Hr.Ms. Walrus (1939)
- Hr.Ms. Westernland (1940)
- Hr.Ms. Wieringen (1943)
- Hr.Ms. Willebrord Snellius (1929)
- Hr.Ms. Willem van Ewijck (1937)
- Hr.Ms. Willem van der Zaan (1939)
- Hr.Ms. Witte de With (1929)
- Hr.Ms. Witte Zee (1939)

## Y
- Hr.Ms. IJmuiden (1940)
- Hr.Ms. IJsselmonde (1943)

## Z

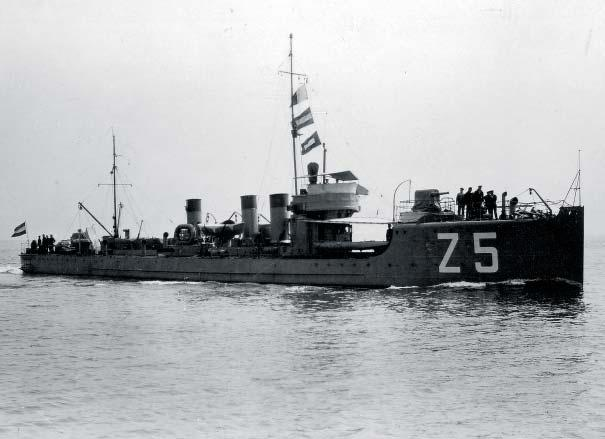
Hr.Ms. Z 5

- Zeemanshoop
- Zeehond (onderzeeboot uit 1943)
- Hr.Ms. Zwaardvisch (1943)
- Hr. Ms. Z 3
- Hr. Ms. Z 5
- Hr. Ms. Z 6
- Hr. Ms. Z 7
- Hr. Ms. Z 8